# Придворна співацька капела

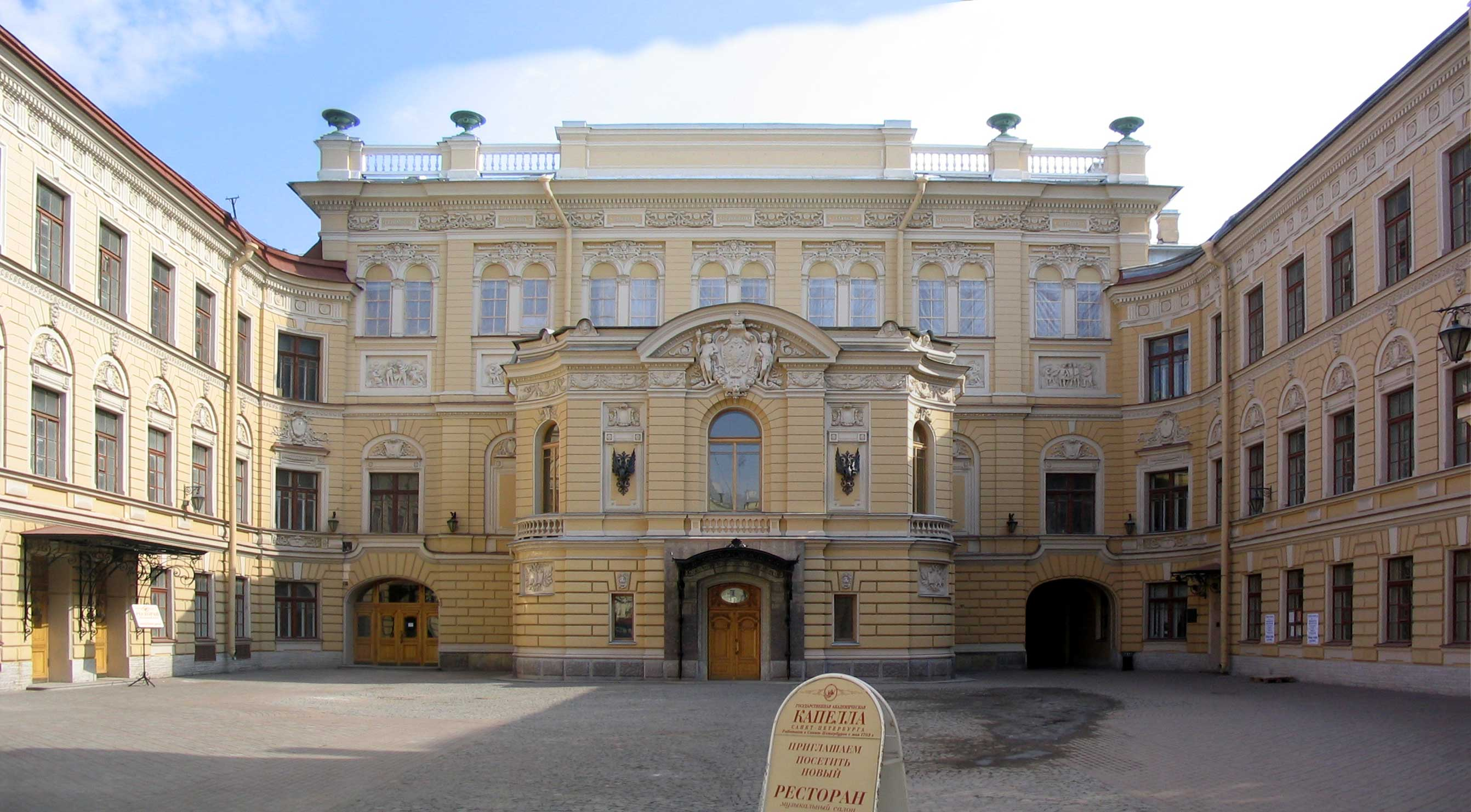
Будівля капели. 2004

Придворна співацька капела — хорова капела при царському дворі в Санкт-Петербурзі, що була створена 1479 року й постійно брала участь у двірцевих богослужіннях.
Комплектувалася з найкращих співаків, зокрема з маленьких хлопчиків із добрими голосами, яких набирали в різних регіонах Російської імперії, перш за все в Україні.
Протягом XVIII ст. набір музично обдарованих хлопчиків з України для капели відбувався систематично.
Для того, щоб українські діти приїжджали до Росії з музичною підготовкою, за розпорядженням російської влади (1730) в Глухові було відкрито «Школу співу та інструментальної музики». Згідно з царським указом (1738), щорічно із цієї школи до капели відправляли десятеро дітей. У 1770-х рр. центром підготовки в Україні співаків для капели став клас вокальної та інструментальної музики Харківського казенного училища. Цією справою займалися композитори Максим Концевич, Артем Ведель. Для капели набирали співаків також в Києві та Новгороді-Сіверському (А. Рачинський).
Капела складалася з дуже добрих співаків, більшість з яких у XVIII ст. були українцями. У той час регентами й керівниками капели також часто були українці, найвидатніші з них — М. Полторацький, Д. Бортнянський. Співці придворної капели, що прибули з України, брали участь у виставах придворного театру разом з італійськими співаками (М. Полторацький, М. Березовський, Д. Бортнянський). Деякі вихідці з України, котрі співали у капелі, мали композиторський талант і стали видатними композиторами. Серед них — Максим Березовський, Дмитро Бортнянський, Степан Давидов та ін.
Серед вихованців капели — українців: оперний співак і артист зі світовим ім'ям Микола Іванов; оперний співак і режисер Олексій Борисенко.
Сучасна назва: рос. Государственная академическая капелла Санкт-Петербурга